# Larga cordobesa

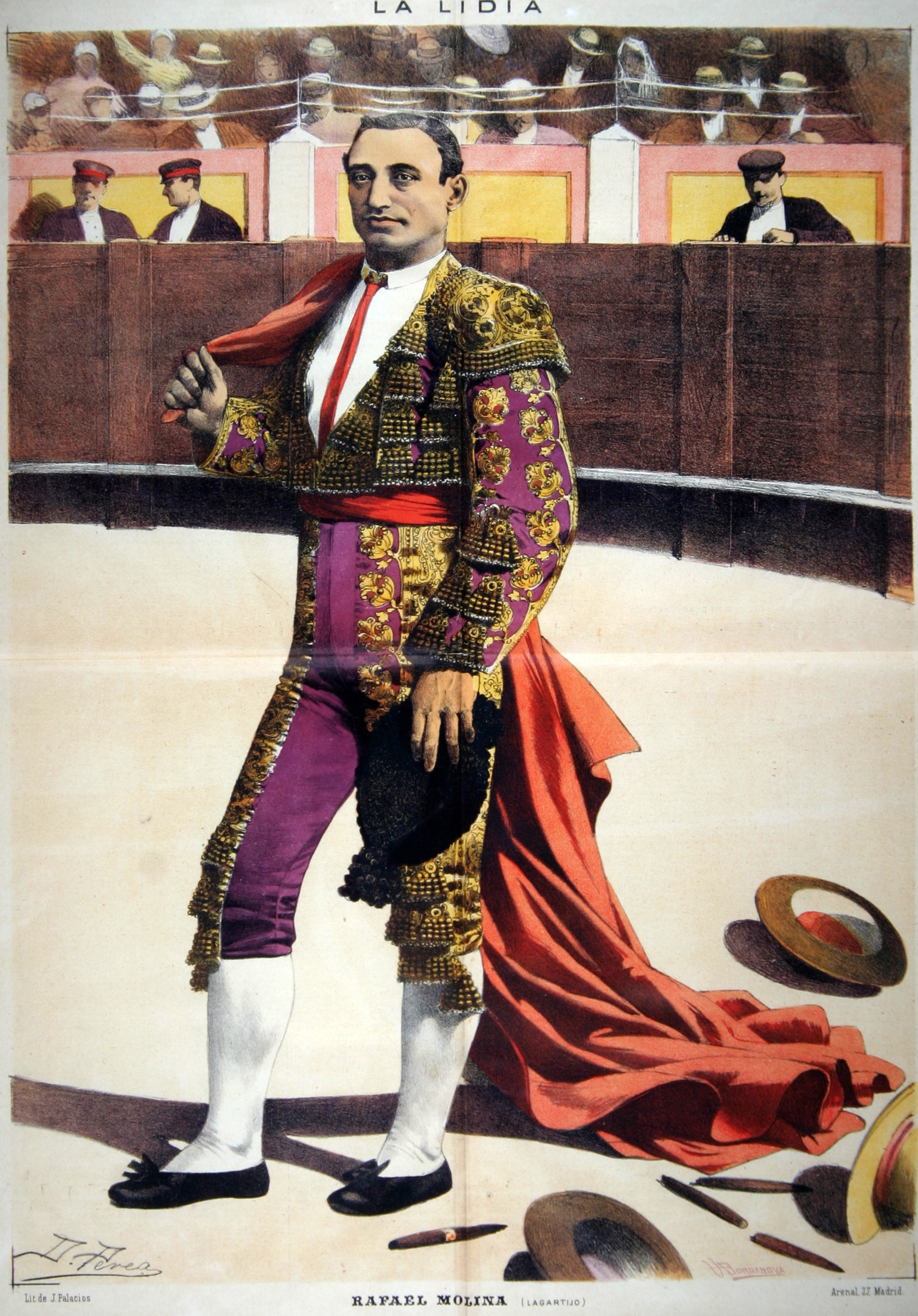
Lagartijo, en el remate de una larga por alto o cordobesa. Litografía de La Lidia,.

En tauromaquia, la larga cordobesa es un lance o suerte que se realiza con el capote. Suele ser un recurso de remate utilizado tras una serie de verónicas y se le atribuye su creación a Rafael Molina "Lagartijo", natural de Córdoba. Se trata de una variante de las largas, en las que el torero lanza el capote a una mano en toda su longitud para recoger la embestida del toro. La larga cordobesa se trata de una larga natural realizada por alto, en la que el torero se echa el capote sobre el hombro correspondiente.

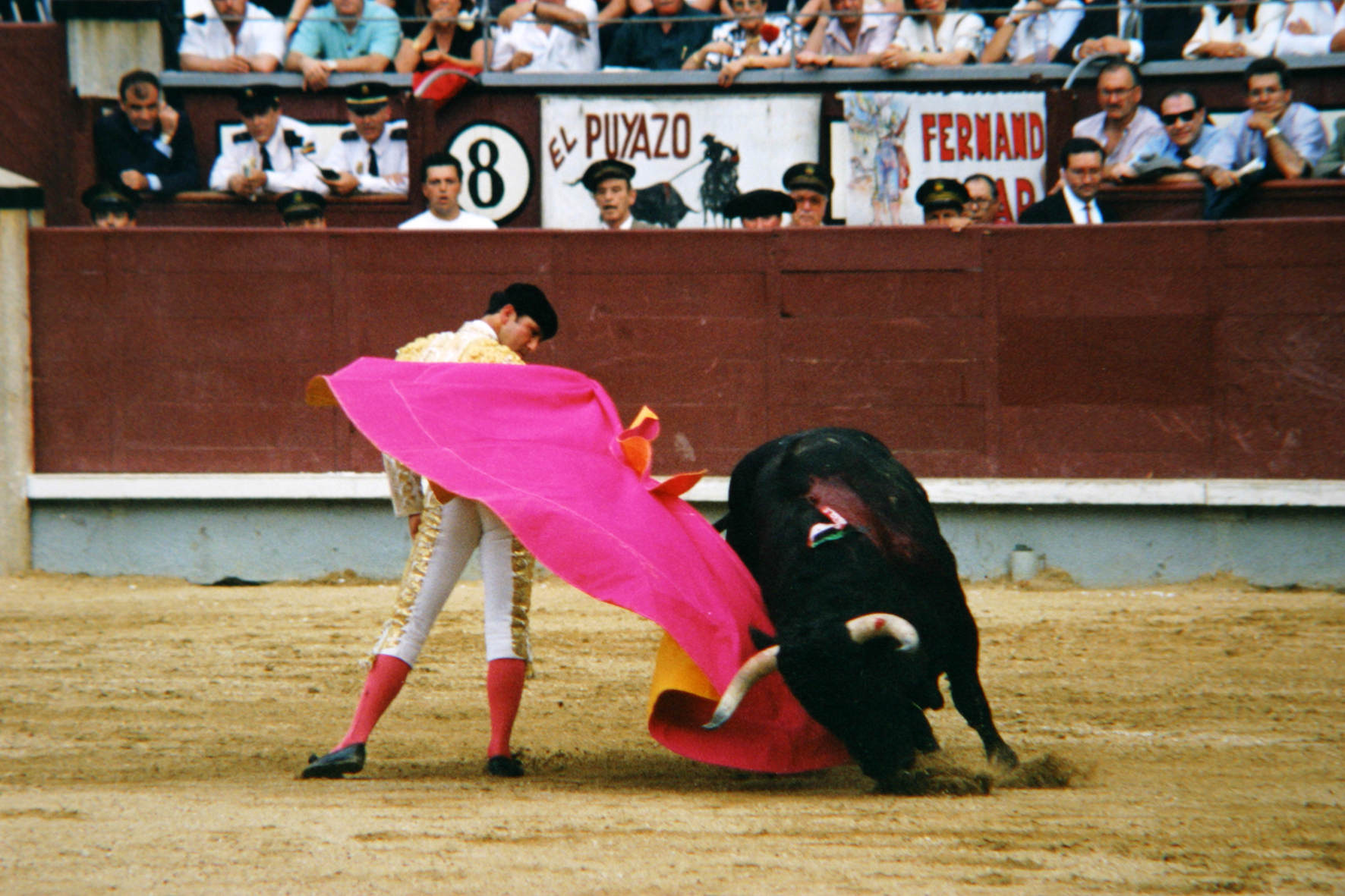
Larga cordobesa de César Rincón en Madrid, el 7 de junio de 1994.

Para realizar una larga cordobesa correctamente se debe sujetar el capote como para iniciar una verónica, lanzándolo para citar al toro y esperar su embestida. Cuando el toro se encuentra embebido en el capote se suelta la mano de dentro que sujeta la capa y se conduce la embestida. La larga cordobesa se remata llevando y apoyando la mano que torea sobre el hombro correspondiente.
La larga cordobesa es una de las suertes que encierra los peligros más difícilmente superados por los diestros, ya que aúna el temple y la estética que se recogen en el toreo. También es muy utilizada como recurso para poner en suerte al toro en el tercio de varas, como Curro Romero realizó en varias ocasiones.